# Grzegorz Jachimowicz
Hryhorij Jachymowycz, ukr. Григо́рій Яхимо́вич, pol. Grzegorz Jachimowicz (ur. 16 lutego 1792 w Podborcach, zm. 29 kwietnia 1863 we Lwowie) – greckokatolicki biskup pomocniczy lwowski i tytularny biskup Pompeiopolis w latach 1841–1848, greckokatolicki biskup przemyski w latach 1848–1860, arcybiskup metropolita lwowski od 1860. Jeden z przywódców narodowego ruchu ukraińskiego – w 1848 był inicjatorem powstania i przewodniczącym Głównej Rady Ruskiej. 
Od 1837 rektor Greckokatolickiego Seminarium Generalnego. W roku 1854 otrzymał nobilitację z tytułem barona, był profesorem Uniwersytetu Lwowskiego (w tym rektorem w latach 1860–1861).

## Literatura
- Jan Kozik: Ukraiński ruch narodowy w Galicji w latach 1830–1848. Kraków: Wydawnictwo Literackie, 1973.
- Stanisław Grodziski: Sejm Krajowy Galicyjski 1861–1914. Warszawa: Wydawnictwo Sejmowe, 1993. ISBN 83-7059-052-7.
- Sławomir Górzyński: Nobilitacje w Galicji w latach 1772-1918. DiG, 1997. ISBN 83-85490-88-4.